# Heinsius (familie)
Heinsius is een van oorsprong Vlaamse familie uit de Belgische stad Gent.

## Geschiedenis
De ouders van Daniël Heinsius verlieten Gent om zich in de noordelijke Nederlanden te vestigen. Hun zoon Daniël studeerde in Franeker en in Leiden. Hij werd hoogleraar aan de universiteit van Leiden. Hij fungeerde als secretaris van de Synode van Dordrecht in 1618-1619. De Republiek Venetië schonk hem in 1623 de titel van ridder van Sint Marcus. Zijn zoon Nicolaas maakte naam als classicus en dichter en zijn kleinzoon Nicolaas publiceerde onder andere diverse medische studies.

## Enkele telgen
- Daniël Heinsius (1580-1655), professor te Leiden[1]
- Nicolaas Heinsius (1620-1681), classicus en dichter[3]
- Nicolaas Heinsius (1656-1718), medicus[4]